# وانغ شاشا
وانغ شاشا (بالصينية: 王莎莎) مواليد 8 يناير 1987 في شاندونغ، هي لاعبة كرة يد صينية تلعب كظهير أيسر. مثلت منتخب الصين لكرة اليد للسيدات. شاركت في دورة الألعاب الأولمبية الصيفية سنة 2004.

## سجل المنافسة
شاركت في البطولات التالية:
- بطولة العالم لكرة اليد للسيدات 2011
- بطولة العالم لكرة اليد للسيدات 2013

## روابط خارجية
- وانغ شاشا على موقع أوليمبيديا (الإنجليزية)
- وانغ شاشا على موقع اللجنة الأولمبية الصينية (الإنجليزية)